# Valeriu Andronic
Valeriu Andronic (n. 21 decembrie 1982, Chișinău) este un fotbalist din Republica Moldova, care în prezent evoluează la echipa Milsami Orhei din Divizia Națională.
Unul din cei doi fii ai săi, David, la fel este fotbalist și ei au jucat la nivel oficial competitiv pentru echipe diferite, unul împotriva altuia: meciul Milsami Orhei – Speranța Nisporeni (scor 1-0 pentru Speranța) din 1 noiembrie 2015 a fost și primul meci din Divizia Națională din Moldova când un tată și fiul său au jucat unul împortiva altuia.

## Cariera
Valeriu Andronic a debutat în cariera profesionistă la clubul Zimbru Chișinău, după care s-a transferat la Dinamo București. În vara lui 2002, el a semnat cu MTK Hungária FC un contract pe doi ani. În august 2003, el a plecat la Dinamo Moscova sub formă de împrumut.
După expirarea contractului cu MTK Hungária, el a jucat la Tiligul Tiraspol și FC Metalist Kharkiv în sezonul 2004-05, iar apoi s-a mutat în Prima Divizie Rusă la clubul FC Oriol. În anul 2009 Valeriu a evoluat în Gambrinus liga Cehă la clubul Bohemians.

## Cariera internațională
La vârsta de 18 ani, el a debutat la echipa națională de fotbal a Moldovei, evolând în trei meciuri în calificările pentru Campionatul Mondial de Fotbal 2002.

## Viața personală
Valeriu Andronic este fiul Eugeniei și a lui Mihai Andronic (n. 4 ianuarie 1959). Tatăl său în tinerețe a fost fotbalist, iar în prezent este antrenor de fotbal de copii, antrenând secția de copii de la CSCT Buiucani.
Valeriu este căsătorit cu Angela și împreună au doi fii: David și Marc, și o fiică pe nume Sabina.
Valeriu Andronic este văr cu Igor Andronic și frații Oleg Andronic și Gicu Andronic, toți cei trei fiind și ei fotbaliști. Mai are un unchi Nicolae Andronic (tatăl lui Oleg și Gheorghe) și un alt unchi (tatăl lui Igor) care a jucat și el fotbal.